# ديف مايرز
ديفيد مايرز (بالإنجليزية: Dave Meyers)‏ (ولد في 19 أكتوبر 1972) هو مخرج فيديوهات موسيقية، ومخرج تجاري ومخرج أفلام.

## وصلات خارجية
- ديف مايرز على موقع IMDb (الإنجليزية)
- ديف مايرز على موقع ألو سيني (الفرنسية)
- ديف مايرز على موقع ميوزك برينز (الإنجليزية)
- ديف مايرز على موقع ميوزك برينز (الإنجليزية)
- ديف مايرز على موقع أول موفي (الإنجليزية)
- ديف مايرز على موقع قاعدة بيانات الأفلام السويدية (السويدية)
- ديف مايرز على موقع قاعدة بيانات الفيلم (الإنجليزية)
- ديف مايرز على موقع كينوبويسك (الروسية)

- ديف مايرز على قاعدة بيانات الأفلام على الإنترنت
- ديف مايرز على Mvdbase